# セントラル楽器
株式会社セントラル楽器は鹿児島県奄美市に本社を置く楽器店。50年代から80年代にかけて島唄のレコード化を推し進め、新民謡・新歌謡というジャンルの創生において中心的な役割を担った。
創業者は指宿良彦。2代目社長の指宿正樹を経て、現在は指宿俊彦が3代目社長を務めている。

## 概要
楽器や島唄のCDの販売に加えてヤマハ音楽教室・ヤマハ英語教室・ダンス教室・幼児教室なども開催する。
島唄の保存・普及に加えて新人の発掘にも意欲的であり、例えば本格デビュー以前の元ちとせが奄美民謡大賞を獲得した際には彼女の歌唱を録音し、全国に先駆けてカセットテープ・CDをリリースしている。
保有する島唄の音源はほぼデジタル化されているが、デジタルアーカイブなどは構築されていない。

## 沿革
1949年に指宿楽器店として創業。1ヵ月後に周囲の中央会館・中央湯などにあやかって店名を「中央楽器店」に変更し、さらに一か月後「セントラル楽器店」に変更。趣味が高じて一時的に模型飛行機を扱うなどしつつもレコードや楽器を販売していた。
1956年からは島唄を録音しレコード化する事業に着手。1959年に大島ひろみの『島育ち』のレコードをリリースするが、のちにこれを東京都港区新橋の沖縄料理店で聴いた田端義夫が改めてレコーディングし、ヒット曲となったことで島唄が全国的に脚光を浴びる機会となった。
1961年に改めて株式会社セントラル楽器として発足。
1968年にヤマハ特約店としてヤマハ音楽教室を開設。のちに中孝介・恵アンナ・我那覇美奈・牧岡奈美などを輩出することとなる。
1985年からCDを扱い始め、同時にレコード部門から撤退する。

### 株式会社セントラル発動機
1956年6月にはヤマハオートバイの特約店としてオートバイを扱い始め、翌年11月21日には島民への普及を狙って名瀬の高千穂神社の階段をオートバイで駆け上がるパフォーマンスを行っている。1959年10月に株式会社セントラル発動機を立ち上げ、1961年に指宿良彦の弟・指宿光宝に譲渡したのちはバイクに関わっていない。